# Squadra cinese di Coppa Davis
La squadra cinese di Coppa Davis rappresenta la Cina nella Coppa Davis, ed è posta sotto l'egida dalla Associazione tennistica cinese (中国网球协会).
La squadra partecipa alla competizione dal 1924, e non ha mai ottenuto risultati di rilievo. È stata ad un passo dal partecipare al Gruppo Mondiale nell'edizione del 1990, quando fu eliminata agli spareggi per accedervi da Israele. Ha partecipato inoltre al turno di qualificazione nel 2019.

## Organico 2019
Vengono di seguito illustrati i convocati per ogni singolo turno della Coppa Davis 2019. A sinistra dei nomi la nazione affrontata e il risultato finale. Fra parentesi accanto ai nomi, il ranking del giocatore nel momento della disputa degli incontri (la "d" indica che il ranking corrisponde alla specialità del doppio).
| Qualificazioni Gruppo Mondiale | Qualificazioni Gruppo Mondiale                                             | Qualificazioni Gruppo Mondiale | Qualificazioni Gruppo Mondiale |
| Giappone (2-3)                 | Zhang Ze (208) Zhe Li (262) Wu Yibing (309) Wu Di (321) Gong Mao-Xin (343) |                                |                                |
| ------------------------------ | -------------------------------------------------------------------------- | ------------------------------ | ------------------------------ |

| Gruppo I - Playoff  | Gruppo I - Playoff                                                                | Gruppo I - Playoff | Gruppo I - Playoff |
| Corea del Sud (1-3) | Zhe Li (210) Bai Yan (222) Zhang Zhizhen (227) Zhang Ze (328) Gong Mao-Xin (1166) |                    |                    |
| ------------------- | --------------------------------------------------------------------------------- | ------------------ | ------------------ |

## Risultati
= Incontro del Gruppo Mondiale

### 2010-2019
| Anno | Turno                          | Data            | Sede             | Avversario    | Punteggio | Esito     |
| ---- | ------------------------------ | --------------- | ---------------- | ------------- | --------- | --------- |
| 2010 | Gruppo I, 1º turno             | 5-7 marzo       | Guangdong (CHN)  | Uzbekistan    | 3–2       | Vittoria  |
| 2010 | Gruppo I, 2º turno             | 7-9 maggio      | Wuhan (CHN)      | Kazakistan    | 1–4       | Sconfitta |
| 2011 | Gruppo I, 1º turno             | 4-6 marzo       | Shanghai (CHN)   | Taipei cinese | 3–2       | Vittoria  |
| 2011 | Gruppo I, 2º turno             | 8-10 luglio     | Pechino (CHN)    | Australia     | 1–3       | Sconfitta |
| 2012 | Gruppo I, 1º turno             | 10-12 febbraio  | Geelong (AUS)    | Australia     | 0–5       | Sconfitta |
| 2012 | Gruppo I, Playoff 1º turno     | 6-8 aprile      | Kaohsiung (TPE)  | Taipei cinese | 3–2       | Vittoria  |
| 2013 | Gruppo I, 1º turno             | 1-3 febbraio    | Namangan (UZB)   | Uzbekistan    | 1–4       | Sconfitta |
| 2013 | Gruppo I, Playoff 1º turno     | 5-7 aprile      | Tientsin (CHN)   | Taipei cinese | 5–0       | Vittoria  |
| 2014 | Gruppo I, 1º turno             | 27-29 gennaio   | Tientsin (CHN)   | Nuova Zelanda | 3–1       | Vittoria  |
| 2014 | Gruppo I, 2º turno             | 4-6 aprile      | Tientsin (CHN)   | Uzbekistan    | 2–3       | Sconfitta |
| 2015 | Gruppo I, 1º turno             | 6-8 marzo       | Auckland (NZL)   | Nuova Zelanda | 1–3       | Sconfitta |
| 2015 | Gruppo I, Playoff 2º turno     | 18-20 settembre | Nonthaburi (THA) | Thailandia    | 5–0       | Vittoria  |
| 2016 | Gruppo I, 1º turno             | 4-6 marzo       | Colombo (PAK)    | Pakistan      | 5–0       | Vittoria  |
| 2016 | Gruppo I, 2º turno             | 16-17 luglio    | Tashkent (UZB)   | Uzbekistan    | 2–3       | Sconfitta |
| 2017 | Gruppo I, 1º turno             | 17-19 febbraio  | Kaohsiung (TPE)  | Taipei cinese | 5–0       | Vittoria  |
| 2017 | Gruppo I, 2º turno             | 7-9 aprile      | Astana (KAZ)     | Kazakistan    | 1–4       | Sconfitta |
| 2018 | Gruppo I, 1º turno             | 2-3 febbraio    | Tientsin (CHN)   | Nuova Zelanda | 3–1       | Vittoria  |
| 2018 | Gruppo I, 2º turno             | 6-7 aprile      | Tientsin (CHN)   | India         | 2–3       | Sconfitta |
| 2019 | Qualificazioni Gruppo Mondiale | 1-2 febbraio    | Canton (CHN)     | Giappone      | 2–3       | Sconfitta |
| 2019 | Gruppo I, Playoff              | 14-15 settembre | Cina (CHN)       | Corea del Sud | 1–3       | Sconfitta |

## Andamento
La seguente tabella riflette l'andamento della squadra dal 1990 ad oggi.
| Pos.           | 90 | 91 | 92 | 93 | 94 | 95 | 96 | 97 | 98 | 99 | 00 | 01 | 02 | 03 | 04 | 05 | 06 | 07 | 08 | 09 | 10 | 11 | 12 | 13 | 14 | 15 | 16 | 17 | 18 | 19 |
| -------------- | -- | -- | -- | -- | -- | -- | -- | -- | -- | -- | -- | -- | -- | -- | -- | -- | -- | -- | -- | -- | -- | -- | -- | -- | -- | -- | -- | -- | -- | -- |
| Campione       |    |    |    |    |    |    |    |    |    |    |    |    |    |    |    |    |    |    |    |    |    |    |    |    |    |    |    |    |    |    |
| Finalista      |    |    |    |    |    |    |    |    |    |    |    |    |    |    |    |    |    |    |    |    |    |    |    |    |    |    |    |    |    |    |
| SF             |    |    |    |    |    |    |    |    |    |    |    |    |    |    |    |    |    |    |    |    |    |    |    |    |    |    |    |    |    |    |
| QF             |    |    |    |    |    |    |    |    |    |    |    |    |    |    |    |    |    |    |    |    |    |    |    |    |    |    |    |    |    |    |
| OF             |    |    |    |    |    |    |    |    |    |    |    |    |    |    |    |    |    |    |    |    |    |    |    |    |    |    |    |    |    |    |
| Qualificazioni | x  | x  | x  | x  | x  | x  | x  | x  | x  | x  | x  | x  | x  | x  | x  | x  | x  | x  | x  | x  | x  | x  | x  | x  | x  | x  | x  | x  | x  |    |
| Gruppo I       |    |    |    |    |    |    |    |    |    |    |    |    |    |    |    |    |    |    |    |    |    |    |    |    |    |    |    |    |    |    |
| Gruppo II      |    |    |    |    |    |    |    |    |    |    |    |    |    |    |    |    |    |    |    |    |    |    |    |    |    |    |    |    |    |    |
| Gruppo III     | x  | x  |    |    |    |    |    |    |    |    |    |    |    |    |    |    |    |    |    |    |    |    |    |    |    |    |    |    |    |    |
| Gruppo IV      | x  | x  | x  | x  | x  | x  | x  |    |    |    |    |    |    |    |    |    |    |    |    |    |    |    |    |    |    |    |    |    |    |    |

Legenda
- Campione: La squadra ha conquistato la Coppa Davis.
- Finalista: La squadra ha disputato e perso la finale.
- SF: La squadra è stata sconfitta in semifinale.
- QF: La squadra è stata sconfitta nei quarti di finale.
- OF: La squadra è stata sconfitta negli ottavi di finale (1º turno). Dal 2019 sostituito dal Round Robin.
- Qualificazioni: La squadra è stata sconfitta al turno di qualificazione. Istituito nel 2019.
- Gruppo I: La squadra ha partecipato al Gruppo I della propria zona di appartenenza.
- Gruppo II: La squadra ha partecipato al Gruppo II della propria zona di appartenenza.
- Gruppo III: La squadra ha partecipato al Gruppo III della propria zona di appartenenza.
- Gruppo IV: La squadra ha partecipato al Gruppo IV della propria zona di appartenenza.
- x: Ove presente, la x indica che in quel determinato anno, il Gruppo in questione non è esistito.